# Waterorgel (decor)

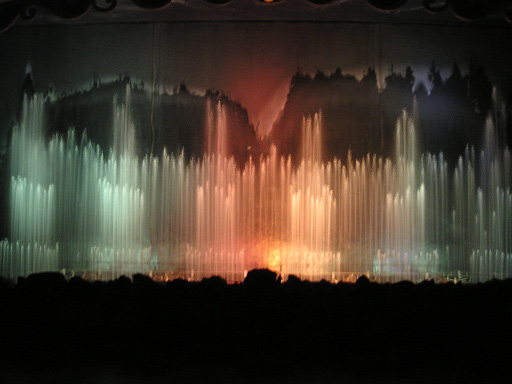
Het Waterorgel in de Efteling

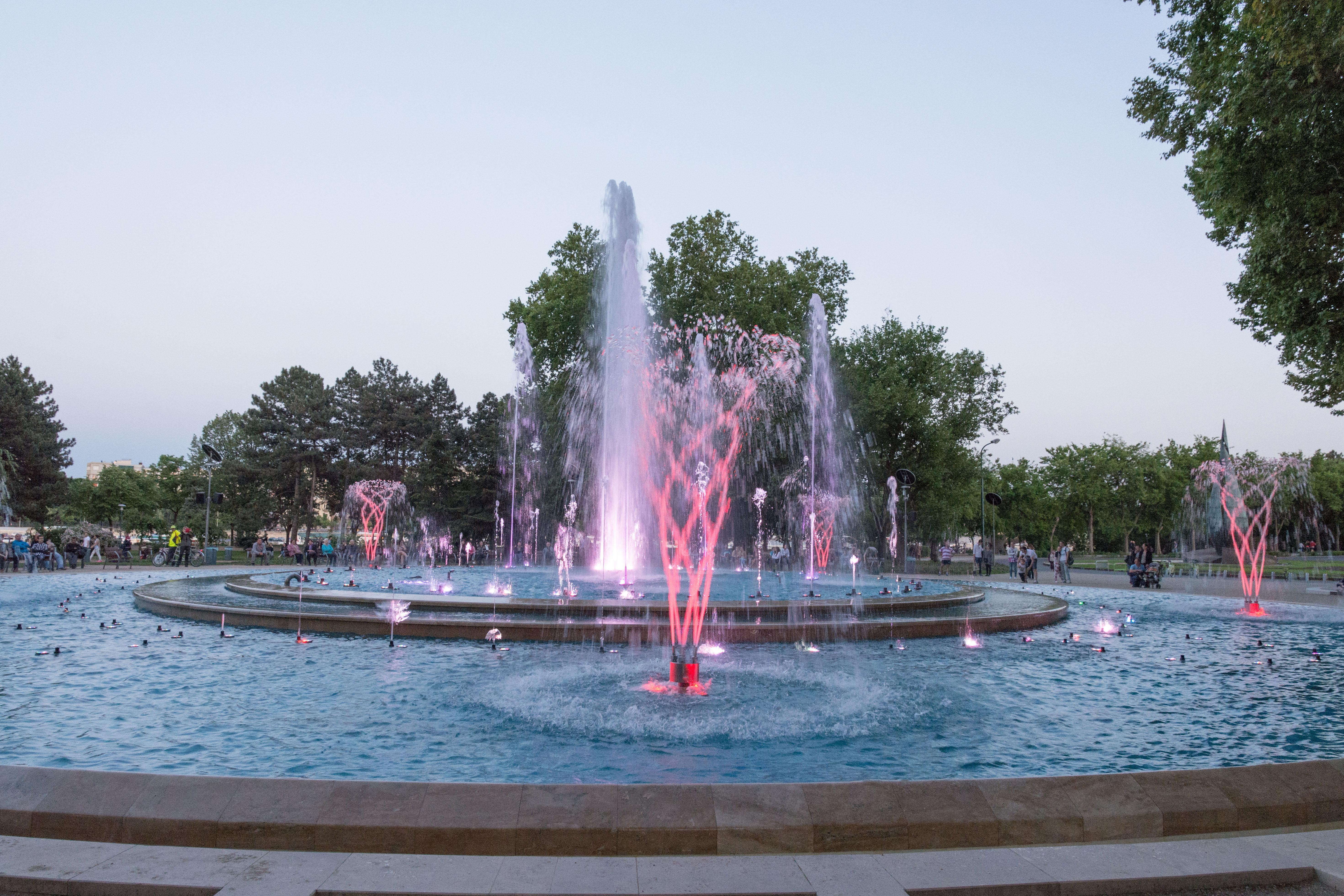
Fontein op het Margit sziget te Boedapest.

Een waterorgel is een decoratieve attractie die bestaat uit fonteinen die water spuiten op de maat van muziek en belicht worden door verschillende kleurenlampen. 
De muziek kan live worden gespeeld, maar meestal wordt de muziek mechanisch gespeeld (digitaal of met een bandje), om de synchronisatie met de beweging van de fonteinen perfect te kunnen afstellen.
Enkele voorbeelden van deze attractie:
- Waterorgel in de Efteling (sinds 2010 niet meer in gebruik, maar wel nog aanwezig in het park). Ook Aquanura (in gebruik sinds mei 2012) is een waterorgel, maar dan in het groot en in de voormalige roeivijver, in plaats van in een zaal achter gordijnen.
- Dancing Water Theater in Attractiepark Slagharen (sinds 2014 niet meer in gebruik door komst zwembad Aqua Mexicana. Het orgel is nog wel aanwezig, maar is onbereikbaar voor bezoekers van het park omdat het achter het zwembad ligt.)
- In Familiepark Drievliet stond tot 2004 ook een waterorgel. Hij werd in 2004 afgebroken om plaats te maken voor een andere attractie.